# Folke Bernadotte
Folke Bernadotte (ur. 2 stycznia 1895, zm. 17 września 1948) – szwedzki polityk i dyplomata, hrabia Wisborgu. Podczas I wojny izraelsko-arabskiej w 1948 wystąpił jako mediator ONZ w Palestynie. Został zamordowany w Jerozolimie przez żydowskich zamachowców z terrorystycznej organizacji paramilitarnej Lechi.

## Młodość
Folke Bernadotte urodził się w Sztokholmie. Był synem księcia Oskara i Ebby Munck af Fulkila. Jego dziadkiem był król Szwecji Oskar II.
Folke Bernadotte uczęszczał do szkół w Sztokholmie, a następnie wstąpił do Wojskowej Akademii Karlberg. W 1915 zdał egzamin na oficera kawalerii, uzyskując w 1918 stopień porucznika, a następnie awansując na majora w Livregementet till häst (det yngre), oddziale Królewskiej Gwardii Konnej. 1 grudnia 1928 ożenił się z Estelle Manville.
W 1933 Folke Bernadotte reprezentował Szwecję na Wystawie Światowej w Chicago. Następnie pełnił funkcję szwedzkiego komisarza generalnego podczas Wystawy Światowej w Nowym Jorku w 1939. Przez cały ten czas był mocno zaangażowany w działalność w szwedzkiego ruchu skautingowego (szw. Sveriges Scoutförbund), obejmując w 1937 stanowisko dyrektora tej organizacji. Opracował między innymi plany integracji szwedzkich skautów z system obrony narodowej. Skauci mieli przechodzić szkolenia w artylerii przeciwlotniczej i służbie medycznej. W 1943 Bernadotte został wiceprezesem Szwedzkiego Czerwonego Krzyża.

## Kariera dyplomatyczna

### Białe autobusy
W lutym 1945 Folke Bernadotte rozpoczął negocjacje z Niemcami o uwolnienie skandynawskich więźniów z nazistowskich obozów koncentracyjnych. W ramach akcji z obozów wywieziono ponad 15 tys. więźniów, z czego ok. 7795 pochodziło ze Skandynawii, a ok. 7550 z innych krajów.
Od 1946 Bernadotte przewodniczył Szwedzkiemu Czerwonemu Krzyżowi.

### Mediator ONZ
25 maja 1948, hrabia Bernadotte zwrócił się do Rady Bezpieczeństwa ONZ, aby mógł działać jako mediator ONZ w Palestynie. Upoważnienie takie otrzymali Folke Bernadotte i Ralph Bunche. Cztery dni później przyjęto Rezolucję Rady Bezpieczeństwa ONZ nr 50, która wzywała do ogłoszenia trwającego cztery tygodnie zawieszenia broni. Pierwszy rozejm w trakcie I wojny izraelsko-arabskiej wszedł w życie 11 czerwca 1948 i miał obowiązywać przez 28 dni do 9 lipca. Warunki zawieszenia broni oraz przestrzeganie embarga na dostawy broni nadzorował hrabia Bernadotte, który wraz z oficerami belgijskimi, francuskimi, szwedzkimi i amerykańskimi przybył do Palestyny. Wojskowi stanowili korpus międzynarodowych sił nadzorujących rozejm UNTSO (ang. United Nations Truce Supervision Organization). Ich zadaniem było nadzorowania przestrzegania warunków rozejmu i niedopuszczenie do wzmocnienia pozycji wojskowych w rejonie walk. Natomiast hrabia Bernadotte zajął się zbadaniem przyczyn i podłoża wybuchu wojny.

#### Pierwszy wniosek
Po zakończeniu dochodzenia 28 czerwca 1948 hrabia przedstawił wstępne propozycje rozwiązania konfliktu. Zasugerował on, aby Palestyna i Transjordania zostały przekształcone w unię dwóch państw: jednego arabskiego i jednego żydowskiego. Napisał: „Przedstawiając jakiekolwiek propozycje rozwiązania problemu Palestyny, trzeba mieć na uwadze aspiracje Żydów, polityczne trudności i różnice zdań pomiędzy arabskimi przywódcami, strategiczne interesy Wielkiej Brytanii, finansowe zaangażowanie Stanów Zjednoczonych i Związku Radzieckiego, wynik wojny, a na końcu autorytet i prestiż Organizacji Narodów Zjednoczonych”.
Jego propozycja zakładała wprowadzenie zmian terytorialnych w planie podziału Palestyny dokonanego przez Rezolucję Zgromadzenia Ogólnego ONZ nr 181 z 29 listopada 1947 Folke Bernadotte zaproponował, aby całość lub część pustyni Negew została włączona do państwa arabskiego, natomiast Zachodnia Galilea do państwa żydowskiego. Miasto Jerozolima miało być włączone do państwa arabskiego, z zachowaniem autonomii miejskiej społeczności żydowskiej, ze szczególnym uwzględnieniem swobodnego dostępu do miejsc kultu religijnego. Przyszły status miasta Jafy miał być ustalony na drodze negocjacji. Port Hajfa i port lotniczy Lod znalazłyby się pod kontrolą międzynarodowych sił pokojowych. Sukces misji pojednawczej był uzależniony od rozpoczęcia wspólnych rozmów pokojowych, ale Arabowie odmówili przystąpienia do nich. Zażądali oni zmniejszenia terenów będących w posiadaniu Żydów, na co strona izraelska nie wyrażała zgody. W ten sposób upadła pierwsza możliwość pokojowego przerwania wojny.

#### Drugi wniosek
18 lipca 1948 w Palestynie zaczął obowiązywać drugi rozejm. Rozejm obowiązywał przez 89 dni, do 15 października. Folke Bernadotte ponownie podjął próbę pokojowego rozwiązania konfliktu. W dniu 16 września Bernadotte przedstawił drugi projekt propozycji zmierzających do przywrócenia pokoju. Wniosek opierał się na siedmiu podstawowych założeniach:
1. Do Palestyny musi powrócić pokój, a wszelkie możliwe środki muszą być podjęte w celu zapewnienia, że działania wojenne nie zostaną wznowione, a harmonijne relacje pomiędzy Arabami i Żydami zostaną przywrócone.
2. Państwo Żydowskie nazywane Izrael będzie istnieć w Palestynie, i nie ma żadnych uzasadnionych powodów, aby przypuszczać, że przestanie ono istnieć.
3. Granice nowego państwa muszą zostać ostatecznie określone przez formalne porozumienia pomiędzy zainteresowanymi stronami, a w przypadku jego braku, przez Organizację Narodów Zjednoczonych.
4. Zgodnie z zasadą geograficznych jednorodności i integracji, które powinny być głównym celem ustalenia granic, terytoria arabskie i żydowskie nie powinny mieć granic sztywno wyznaczonych przez rezolucję o podziale terytoriów z 29 listopada.
5. Niewinni ludzie wysiedleni ze swoich domów przez terror i zniszczenia wojenne, mają prawo do powrotu do swoich domów, co musi być potwierdzone i wprowadzone w życie, z zapewnieniem odpowiednich odszkodowań za utraconą własność dla tych, którzy nie mogą powrócić.
6. Miasto Jerozolima, ze względu na jego religijne i międzynarodowe znaczenie, oraz złożoność interesów, należy objąć szczególnym i odrębnym traktowaniem.
7. Międzynarodowa odpowiedzialność powinna być wyrażona w formie międzynarodowych gwarancji, które uśmierzą istniejące obawy, zwłaszcza w stosunku co do granic i praw człowieka[5].

W szczegółach plan hrabiego Bernadotte przewidywał, że pustynia Negew będzie terytorium państwa arabskiego, a Galilea terytorium państwa żydowskiego. W rejonie centralnym granica miała przebiegać na północny wschód od miast Ramla i Lod (oba miasta byłyby na terytorium arabskim). Port Hajfa i Port lotniczy Lod znalazłyby się pod kontrolą międzynarodowych sił pokojowych.

#### Zamach
Folke Bernadotte został zamordowany 17 września 1948 przez członków radykalnej żydowskiej organizacji paramilitarnej Lechi. Do zabójstwa doszło w godzinach popołudniowych (kilka minut po 17:00). O okolicznościach zabójstwa można było się dowiedzieć od bezpośredniego świadka zdarzenia, szwedzkiego generała Åge Lundströma – szefa korpusu obserwatorów ONZ. Hrabia Bernadotte odbył podróż do Jerozolimy, aby sprawdzić warunki w nowym budynku, do którego w najbliższym czasie mieli się przenieść wysłannicy ONZ-tu, oraz spotkać się z izraelskim komendantem Jerozolimy Bernardem Josephem. Lundström pisał: „w dzielnicy Qatamon zostaliśmy zatrzymani przez samochody terenowe żydowskiej armii, droga została zablokowana, zostaliśmy otoczeni przez ludzi w mundurach izraelskiej armii. Równocześnie zobaczyłem człowieka wybiegającego z dżipa. Nie przejąłem się tym za bardzo, gdyż myślałem że jest to kolejny punkt kontrolny. Jednakże on przełożył pistolet Tommy przez otwarte okno po mojej stronie samochodu i strzelał bezpośrednio w hrabiego Bernadotte i pułkownika Serota. […] Po przeanalizowaniu całego zajścia, jestem przekonany, że było to umyślne i dokładnie zaplanowane morderstwo. Miejsce, gdzie zatrzymano samochody, zostało szczegółowo wybrane, a ludzie którzy zbliżyli się do samochodów doskonale wiedzieli, nie tylko w którym samochodzie był Bernadotte, ale wiedzieli też, jakie siedzenie w nim zajmował”.

## Odznaczenia
- Krzyż Wielki Orderu Gwiazdy Polarnej – 1945 (Szwecja)[8]
- Komandor z Gwiazdą Orderu Gwiazdy Polarnej (Szwecja)[9]
- Medal Złotego Wesela Oskara II i Zofii – 1907 (Szwecja)[9]
- Medal Jubileuszowy Oskara II – 1897 (Szwecja)[9]
- Medal 70-lecia Urodzin Gustawa V – 1928 (Szwecja)[9]
- Medal Księcia Karola (Szwecja)[10]
- Krzyż Wielki Orderu Leopolda (Belgia)[9]
- Krzyż Wielki Orderu Czerwonego Krzyża – 1937 (Estonia)[9][11]
- Krzyż Wielki Orderu św. Olafa – 1945 (Norwegia)[12]
- Krzyż Wielki Orderu Danebroga – 1945 (Dania)[13]
- Komandor z Gwiazdą Orderu św. Olafa (Norwegia)[9]
- Komandor z Gwiazdą Orderu Danebroga – 1937 (Dania)[9][14]
- Komandor z Gwiazdą Orderu Białej Róży (Finlandia)[9]
- Komandor z Gwiazdą Orderu Ernestyńskiego (Saksonia)[9]
- Wielki Oficer Orderu Legii Honorowej (Francja)[15]
- Komandor Orderu Legii Honorowej (Francja)[16]
- Oficer Orderu Korony (Belgia)[9]
- Kawaler Orderu Legii Honorowej (Francja)[9]
- Kawaler Orderu Oranje-Nassau (Holandia)[9]
- Krzyż Orderu Zasługi Wojskowej z Odznaką Białą (Hiszpania)[9]
- Medal Wolności Króla Chrystiana X (Dania)[13]